# Mountain View Acres
Mountain View Acres est une census-designated place du comté de San Bernardino, dans l'État de Californie, aux États-Unis,. En 2020, elle compte une population de 3 337 habitants.